# Timoroszczur
Timoroszczur (Coryphomys) – wymarły w czasach współczesnych rodzaj ssaka z podrodziny myszy (Murinae) w obrębie rodziny myszowatych (Muridae).

## Zasięg występowania
Rodzaj obejmował gatunki występujące na Timorze.

## Systematyka
Rodzaj zdefiniował w 1937 roku szwajcarski paleontolog Samuel Schaub na łamach Verhandlungen der Naturforschenden Gesellschaft in Basel. Na gatunek typowy Schaub wyznaczył (oryginalne oznaczenie) timoroszczura jaskiniowego (C. buchleri).

### Etymologia
Coryphomys: gr. κορυφη koruphē ‘korona na głowie’, od κορυς korus, κορυθος koruthos ‘kask, hełm’; μυς mus, μυος muos ‘mysz’.

### Podział systematyczny
Do rodzaju należały następujące gatunki:
- Coryphomys muuseri Aplin & K.M. Helgen, 2010 – timoroszczur wielki
- Coryphomys buchleri Schaub, 1937 – timoroszczur jaskiniowy